# Rallye de Suède 2015
Le Rallye de Suède 2015 est le 2e rallye du Championnat du monde des rallyes 2015. Il se déroule sur 21 épreuves spéciales entre Karlstad et Hagfors.
Il retrouve cette année son format habituel du jeudi au dimanche après le décalage de 2014 à cause des Jeux Olympiques. Beaucoup d'épreuves sont identiques à l'édition précédente mais la nouveauté de l'année est un passage en Norvège lors de la 1re journée.

## Résultats

### Classement final
| Rang              | Pilote            | Copilote          | Numéro            | Voiture               | Écurie                      | Temps             | Écart             | Points            |
| Toutes catégories | Toutes catégories | Toutes catégories | Toutes catégories | Toutes catégories     | Toutes catégories           | Toutes catégories | Toutes catégories | Toutes catégories |
| ----------------- | ----------------- | ----------------- | ----------------- | --------------------- | --------------------------- | ----------------- | ----------------- | ----------------- |
| 1.                | Sébastien Ogier   | Julien Ingrassia  | 1                 | Volkswagen Polo R WRC | Volkswagen Motorsport       | 2 h 55 min 30 s 5 | -                 | 283               |
| 2.                | Thierry Neuville  | Nicolas Gilsoul   | 7                 | Hyundai i20 WRC       | Hyundai World Rally Team    | 2 h 55 min 36 s 9 | +6 s 4            | 202               |
| 3.                | Andreas Mikkelsen | Ola Floene        | 9                 | Volkswagen Polo R WRC | Volkswagen Motorsport       | 2 h 56 min 10 s 3 | +39 s 8           | 15                |
| 4.                | Ott Tanak         | Raigo Molder      | 6                 | Ford Fiesta RS WRC    | M-Sport WRT                 | 2 h 57 min 56 s 5 | +2 min 26 s 0     | 12                |
| 5.                | Hayden Paddon     | John Kennard      | 8                 | Hyundai i20 WRC       | Hyundai World Rally Team    | 2 h 59 min 02 s 0 | +3 min 31 s 5     | 10                |
| 6.                | Elfyn Evans       | Daniel Barritt    | 5                 | Ford Fiesta RS WRC    | M-Sport WRT                 | 2 h 59 min 23 s 5 | +3 min 53 s 0     | 8                 |
| 7.                | Kris Meeke        | Paul Nagle        | 3                 | Citroen DS3 WRC       | Citroën Total Abu Dhabi WRT | 2 h 59 min 36 s 3 | +4 min 05 s 8     | 6                 |
| 8.                | Martin Prokop     | Jan Tomanek       | 21                | Ford Fiesta RS WRC    | Jipocar Czech National Team | 2 h 59 min 56 s 5 | +4 min 26 s 0     | 4                 |
| 9.                | Yuriy Protasov    | Pavlo Cherepin    | 17                | Ford Fiesta RS WRC    | Yuriy Protasov              | 3 h 01 min 02 s 7 | +5 min 32 s 2     | 2                 |
| 10.               | Mads Ostberg      | Jonas Andersson   | 4                 | Citroen DS3 WRC       | Citroën Total Abu Dhabi WRT | 3 h 05 min 03 s 2 | +6 min 50 s 9     | 21                |

3, 2, 1 : y compris les 3, 2 et 1 points attribués aux trois premiers de la spéciale télévisée (power stage).

### Spéciales chronométrées
| Étape       | Spéciale | Heure   | Nom              | Distance | Vainqueur          | Temps         | Leader            |
| ----------- | -------- | ------- | ---------------- | -------- | ------------------ | ------------- | ----------------- |
| 12 février  | ES1      | 20 h 00 | Karlstad SSS 1   | 1,90 km  | Pontus Tidemand    | 1 min 32 s 1  | Pontus Tidemand   |
| 13 février  | ES2      | 08 h 29 | Torsby 1         | 14,76 km | Sébastien Ogier    | 8 min 36 s 6  | Sébastien Ogier   |
| 13 février  | ES3      | 09 h 27 | Röjden 1         | 18,73 km | Sébastien Ogier    | 9 min 59 s 4  | Sébastien Ogier   |
| 13 février  | ES4      | 10 h 36 | Finnskogen 1     | 20,76 km | Jari-Matti Latvala | 11 min 03 s 1 | Sébastien Ogier   |
| 13 février  | ES5      | 11 h 21 | Kirkenær 1       | 7,07 km  | Sébastien Ogier    | 5 min 26 s 7  | Sébastien Ogier   |
| 13 février  | ES6      | 13 h 27 | Kirkenær 2       | 7,07 km  | Yuriy Protasov     | 5 min 34 s 4  | Sébastien Ogier   |
| 13 février  | ES7      | 14 h 19 | Finnskogen 2     | 20,76 km | Jari-Matti Latvala | 11 min 04 s 3 | Sébastien Ogier   |
| 13 février  | ES8      | 15 h 16 | Röjden 2         | 18,73 km | Andreas Mikkelsen  | 10 min 01 s 1 | Sébastien Ogier   |
| 13 février  | ES9      | 16 h 35 | Torsby 2         | 14,76 km | Thierry Neuville   | 8 min 40 s 4  | Andreas Mikkelsen |
| 13 février  | ES10     | 19 h 00 | Karlstad SSS 2   | 1,90 km  | Sébastien Ogier    | 1 min 34 s 5  | Andreas Mikkelsen |
| 14 février  | ES11     | 07 h 48 | Fredriksberg 1   | 18,15 km | Andreas Mikkelsen  | 10 min 33 s 9 | Andreas Mikkelsen |
| 14 février  | ES12     | 08 h 37 | Rämmen 1         | 22,76 km | Sébastien Ogier    | 11 min 36 s 5 | Andreas Mikkelsen |
| 14 février  | ES13     | 09 h 24 | Hagfors Sprint 1 | 1,87 km  | Sébastien Ogier    | 1 min 51 s 2  | Andreas Mikkelsen |
| 14 février  | ES14     | 10 h 08 | Vargåsen 1       | 24,63 km | Sébastien Ogier    | 13 min 34 s 1 | Andreas Mikkelsen |
| 14 février  | ES15     | 13 h 26 | Fredriksberg 2   | 18,15 km | Thierry Neuville   | 10 min 27 s 6 | Andreas Mikkelsen |
| 14 février  | ES16     | 14 h 15 | Rämmen 2         | 22,76 km | Kris Meeke         | 11 min 38 s 5 | Andreas Mikkelsen |
| 14 février  | ES17     | 15 h 02 | Hagfors Sprint 2 | 1,87 km  | Robert Kubica      | 1 min 57 s 1  | Andreas Mikkelsen |
| 14 février  | ES18     | 15 h 46 | Vargåsen 2       | 24,63 km | Thierry Neuville   | 13 min 24 s 4 | Thierry Neuville  |
| 15 février) | ES19     | 08 h 57 | Lesjöfors        | 15 km    | Sébastien Ogier    | 9 min 05 s 8  | Andreas Mikkelsen |
| 15 février) | ES20     | 09 h 48 | Värmullsåsen 1   | 15,42 km | Jari-Matti Latvala | 8 min 14 s 1  | Andreas Mikkelsen |
| 15 février) | ES21*    | 12 h 08 | Värmullsåsen 2   | 15,42 km | Sébastien Ogier    | 8 min 05 s 6  | Sébastien Ogier   |

* : spéciale télévisée attribuant des points aux trois premiers pilotes

## Classements au championnat après l'épreuve

### Classement des pilotes
Selon le système de points en vigueur, les 10 premiers équipages remportent des points, 25 points pour le premier, puis 18, 15, 12, 10, 8, 6, 4, 2 et 1.
| Rang | Pilote             | Rallyes | Rallyes | Rallyes | Rallyes | Rallyes | Rallyes | Rallyes | Rallyes | Rallyes | Rallyes | Rallyes | Rallyes | Rallyes | Total points |
| Rang | Pilote             | MON     | SUE     | MEX     | ARG     | POR     | ITA     | POL     | FIN     | GER     | AUS     | FRA     | ESP     | GBR     | Total points |
| ---- | ------------------ | ------- | ------- | ------- | ------- | ------- | ------- | ------- | ------- | ------- | ------- | ------- | ------- | ------- | ------------ |
| 1er  | Sébastien Ogier    | 25      | 283     | -       | -       | -       | -       | -       | -       | -       | -       | -       | -       | -       | 53           |
| 2e   | Andreas Mikkelsen  | 15      | 15      | -       | -       | -       | -       | -       | -       | -       | -       | -       | -       | -       | 30           |
| 3e   | Thierry Neuville   | 10      | 202     | -       | -       | -       | -       | -       | -       | -       | -       | -       | -       | -       | 30           |
| 4e   | Jari-Matti Latvala | 191     | 0       | -       | -       | -       | -       | -       | -       | -       | -       | -       | -       | -       | 19           |
| 5e   | Mads Østberg       | 12      | 21      | -       | -       | -       | -       | -       | -       | -       | -       | -       | -       | -       | 14           |
| 6e   | Elfyn Evans        | 6       | 8       | -       | -       | -       | -       | -       | -       | -       | -       | -       | -       | -       | 14           |
| 7e   | Ott Tanak          | 0       | 12      | -       | -       | -       | -       | -       | -       | -       | -       | -       | -       | -       | 12           |
| 8e   | Hayden Paddon      | -       | 10      | -       | -       | -       | -       | -       | -       | -       | -       | -       | -       | -       | 10           |
| 8e   | Kris Meeke         | 43      | 6       | -       | -       | -       | -       | -       | -       | -       | -       | -       | -       | -       | 10           |
| 10e  | Dani Sordo         | 8       | -       | -       | -       | -       | -       | -       | -       | -       | -       | -       | -       | -       | 8            |
| 11e  | Sébastien Loeb     | 62      | -       | -       | -       | -       | -       | -       | -       | -       | -       | -       | -       | -       | 6            |
| 12e  | Martin Prokop      | 2       | 4       | -       | -       | -       | -       | -       | -       | -       | -       | -       | -       | -       | 6            |
| 13e  | Yuriy Protasov     | 0       | 2       | -       | -       | -       | -       | -       | -       | -       | -       | -       | -       | -       | 2            |

| Couleur | Résultat                                                         |
| ------- | ---------------------------------------------------------------- |
| Or      | Vainqueur                                                        |
| Argent  | 2e place                                                         |
| Bronze  | 3e place                                                         |
| Vert    | Classé, dans les points                                          |
| Bleu    | Classé, hors des points Non classé (Nc.)                         |
| Mauve   | Abandon (Ab.) Retrait (Re.)                                      |
| Noir    | Disqualifié (Dq.)                                                |
| Blanc   | N'a pas pris le départ (Np.) Forfait (Forf.) Épreuve annulée (A) |
| Aucune  | N'a pas participé (-)                                            |

3, 2, 1 : y compris les 3, 2 et 1 points attribués aux trois premiers de la spéciale télévisée (power stage).

### Classement des constructeurs
| Rang | Équipe                                   | Rallyes | Rallyes | Rallyes | Rallyes | Rallyes | Rallyes | Rallyes | Rallyes | Rallyes | Rallyes | Rallyes | Rallyes | Rallyes | Total points |
| Rang | Équipe                                   | MON     | SUE     | MEX     | ARG     | POR     | ITA     | POL     | FIN     | GER     | AUS     | FRA     | ESP     | GBR     | Total points |
| ---- | ---------------------------------------- | ------- | ------- | ------- | ------- | ------- | ------- | ------- | ------- | ------- | ------- | ------- | ------- | ------- | ------------ |
| 1er  | Volkswagen Motorsport                    | 43      | 25      | -       | -       | -       | -       | -       | -       | -       | -       | -       | -       | -       | 68           |
| 2e   | Hyundai World Rally Team                 | 27      | 28      | -       | -       | -       | -       | -       | -       | -       | -       | -       | -       | -       | 55           |
| 3e   | M-Sport World Rally Team                 | 12      | 20      | -       | -       | -       | -       | -       | -       | -       | -       | -       | -       | -       | 32           |
| 4e   | Citroën Total Abu Dhabi World Rally Team | 12      | 8       | -       | -       | -       | -       | -       | -       | -       | -       | -       | -       | -       | 20           |
| 5e   | Volkswagen Motorsport II                 | -       | 15      | -       | -       | -       | -       | -       | -       | -       | -       | -       | -       | -       | 15           |
| 6e   | Jipocar Czech National Team              | 2       | 4       | -       | -       | -       | -       | -       | -       | -       | -       | -       | -       | -       | 6            |
| 7e   | FWRT s.r.l.                              | 1       | -       | -       | -       | -       | -       | -       | -       | -       | -       | -       | -       | -       | 1            |
| 8e   | Hyundai Motorsport N                     | -       | 1       | -       | -       | -       | -       | -       | -       | -       | -       | -       | -       | -       | 1            |

## Médias
En France, après le succès de la retransmission du rallye Monte Carlo par la chaîne de télévision L'Équipe 21, celle-ci annonce que l'ensemble de la saison WRC sera suivi avec une programmation similaire.